# Starring Steve Alaimo
Starring Steve Alaimo è il quinto album  del cantante pop statunitense Steve Alaimo, pubblicato dalla ABC-Paramount Records nel gennaio del 1965.

## Tracce

### LP (1965, ABC-Paramount Records, ABC-501/ABCS-501)
Lato A
1. I Don't Know – 2:31 (Lloyd Campbell)
2. Ya-Ya – 2:29 (Lee Dorsey, Bobby Robinson, Clarence Lewis)
3. Nobody Loves Me Like You – 2:00 (Sam Cooke)
4. I Don't Wanna Cry – 2:30 (Luther Dixon, Chuck Jackson)
5. Sammy Dead – 1:51 (?)
6. People Act Funny – 2:05 (Titus Turner)

Durata totale: 13:26
Lato B
1. Everybody Likes to Do the Ska – 2:45 (Sam Cooke)
2. Stand by Me – 2:50 (Elmo Glick, Ben E. King)
3. Behold – 2:09 (Phillip James, Lloyd Campbell)
4. Soon You'll Be Gone – 2:27 (Phillip James, Lloyd Campbell)
5. You're Driving Me Crazy – 2:04 (Phillip James, Lloyd Campbell)
6. I Won't Let You Go – 2:10 (Phillip James, Lloyd Campbell)

Durata totale: 14:25

## Musicisti
- Steve Alaimo – voce
- Altri musicisti non accreditati

### Produzione
- Bruno of Hollywood – foto retrocopertina album originale
- Steve Madison – design copertina frontale album originale
- Francis Fink – foto copertina frontale album originale
- Joe Lebow – design retrocopertina album originale
- Rick Ward – note retrocopertina album originale[2]

## Classifica
Singoli
| Anno | Titolo del brano | Classifica | Posizione raggiunta |
| ---- | ---------------- | ---------- | ------------------- |
| 1964 | I Don't Know     | Hot 100    | 103                 |